# Gutierrezia resinosa
Gutierrezia resinosa là một loài thực vật có hoa trong họ Cúc. Loài này được (Hook. & Arn.) S.F.Blake mô tả khoa học đầu tiên năm 1930.